# Sutton Stracke
Sutton Stracke (Columbia, Carolina del Sur, 20 de septiembre de 1971) es una socialité, empresaria y personalidad de televisión estadounidense, conocida por aparecer desde 2019 en el reality The Real Housewives of Beverly Hills.

## Biografía
Sutton Thurman Brown nació en Columbia, Carolina del Sur y se crio en Augusta, Georgia, donde su padre era arquitecto en la práctica privada y su madre era trabajadora social de la Administración de Veteranos. Después de graduarse de Converse College, una universidad para mujeres en Carolina del Sur, se mudó a la ciudad de Nueva York para estudiar danza a los 20 años. Se desempeñó como directora asociada de desarrollo a cargo de la recaudación de fondos para la Cunningham Dance Foundation en Nueva York y fue directora ejecutiva del Augusta Ballet.
Stracke se unió por primera vez al elenco de The Real Housewives of Beverly Hills en la temporada 10 en una rol recurrente conocido como "amiga de las amas de casa", pero luego fue ascendida a miembro del elenco a tiempo completo desde la undécima temporada en adelante. Una vez fue clasificada como una de las principales anfitrionas de fiestas en Estados Unidos en una lista que incluía a los Obama, Sheikha Rima al-Sabah y Gérard Araud. También es propietaria de una boutique de moda en West Hollywood.
Stracke se casó con Christian Stracke (PIMCO) en 2000, y se divorciaron en 2016. Tuvieron tres hijos, de los cuales dos han aparecido en el reality.
En 2022, Stracke hizo su debut en la actuación en la serie de terror Chucky en el cuarto episodio, donde se interpretó ficticiamente a sí misma. 
En 2024, fue invitada a participar en un episodio de The Real Housewives of Orange County.